# Varanus mertensi
Varanus mertensi — вид плазунів з родини варанових. Належить до підроду Varanus.

## Морфологічна характеристика
Цей варан досягає максимальної довжини від морди до живота ≈ 48 см і хвоста 130 см. V. mertensi є найбільш водним з австралійських варанідів, і кілька морфологічних характеристик пов'язані з цим способом життя. Його хвіст надзвичайно стиснутий, щоб полегшити плавання. Положення ніздрів дозволяє тваринам дихати лише невеликою частиною морди над водою, і їх можна закривати під час занурення. Через сіре забарвлення тварин дуже важко побачити, коли вони знаходяться у воді. Луска дуже гладка, що надає цьому виду з довгою шиєю глянцевий вигляд, особливо у вологому стані.

## Середовище проживання
Цей австралійський вид зустрічається в крайніх північних водах прибережної та внутрішньої Західної Австралії, Північної території та центрального та північно-західного Квінсленда.
Цю водяну ящірку зазвичай бачать, коли вона гріється на скелях, колодах, деревах і гілках, що нависають над річками, болотами та лагунами. 

## Спосіб життя
Харчується в основному рибою, жабами і падлом, а також комахами і наземними хребетними. Вважається, що тварини досягають статевої зрілості в 3–4 роки і живуть 10–12 років.

## Використання
Цей вид можна тримати як домашнього улюбленця в деяких штатах Австралії за наявності відповідних ліцензій.

## Загрози й охорона
Типовий раціон цього виду включає жаб, і з появою токсичних очеретяних ропух на його території популяція цього варана швидко скоротилася. V. mertensi внесений до списку вразливих на Північній території, оскільки дуже чутливий до токсинів, які виробляє очеретяна жаба. Відомо, що цей вид зустрічається в багатьох заповідниках. Вид занесено до Додатку II CITES.

## Галерея

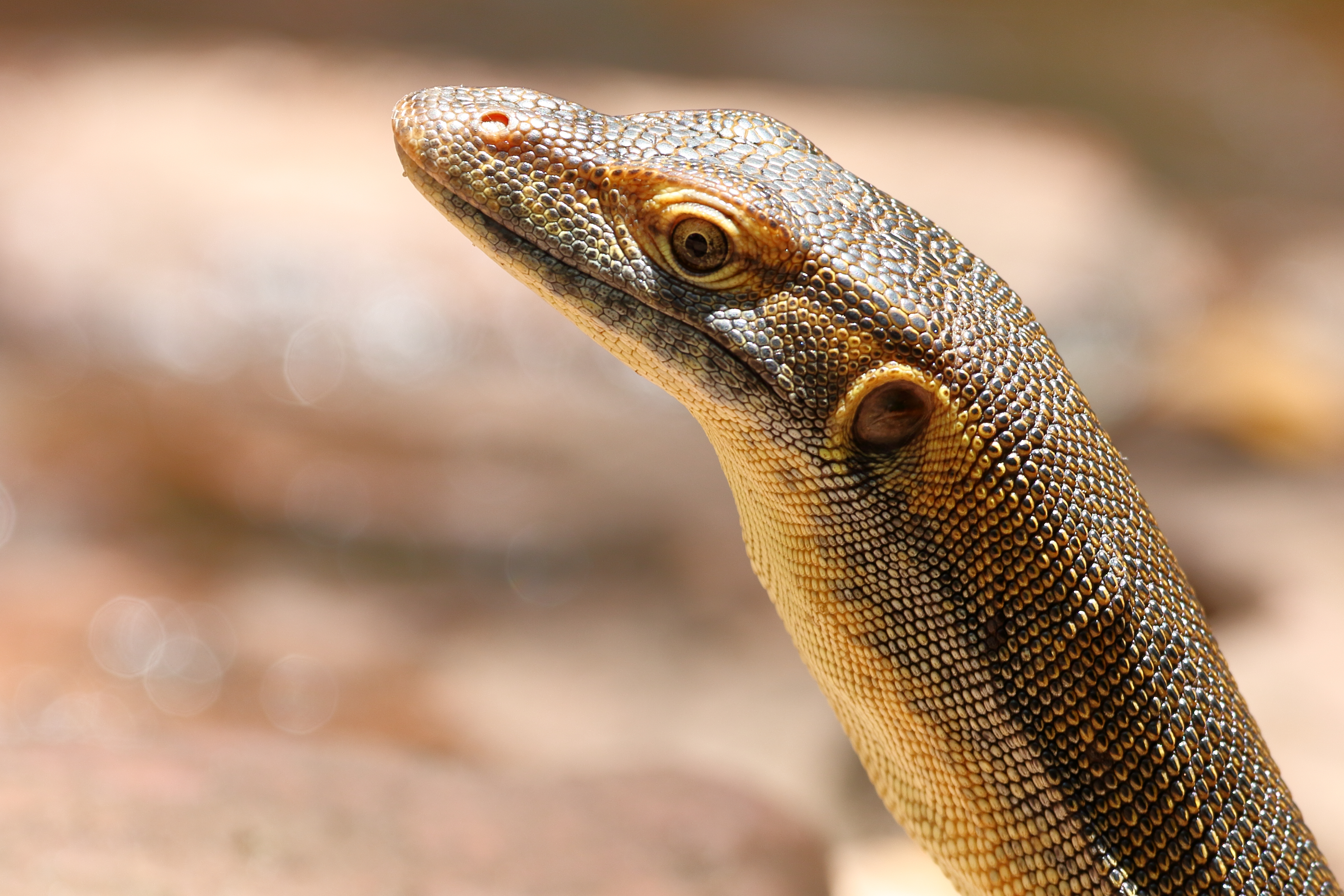
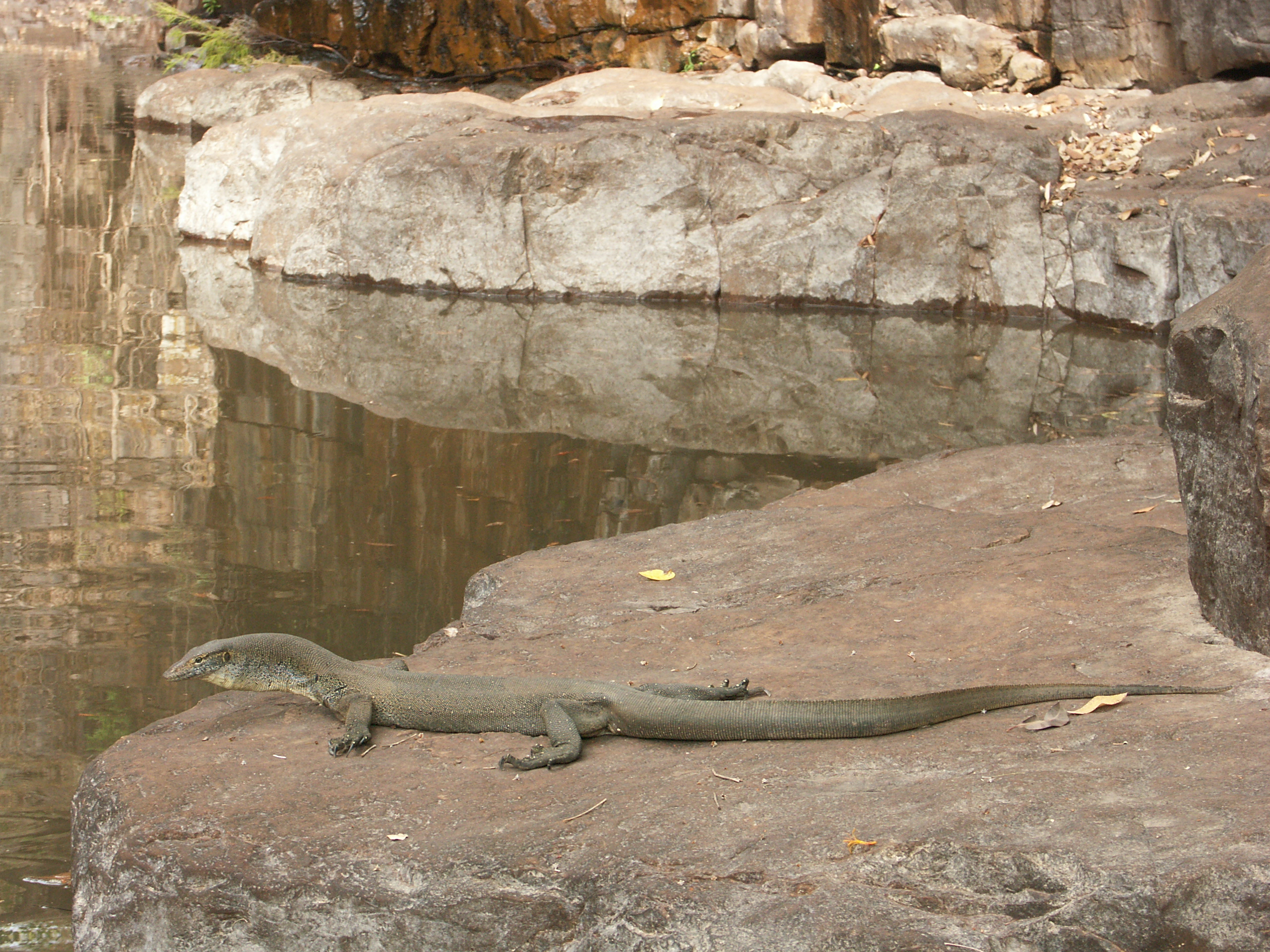
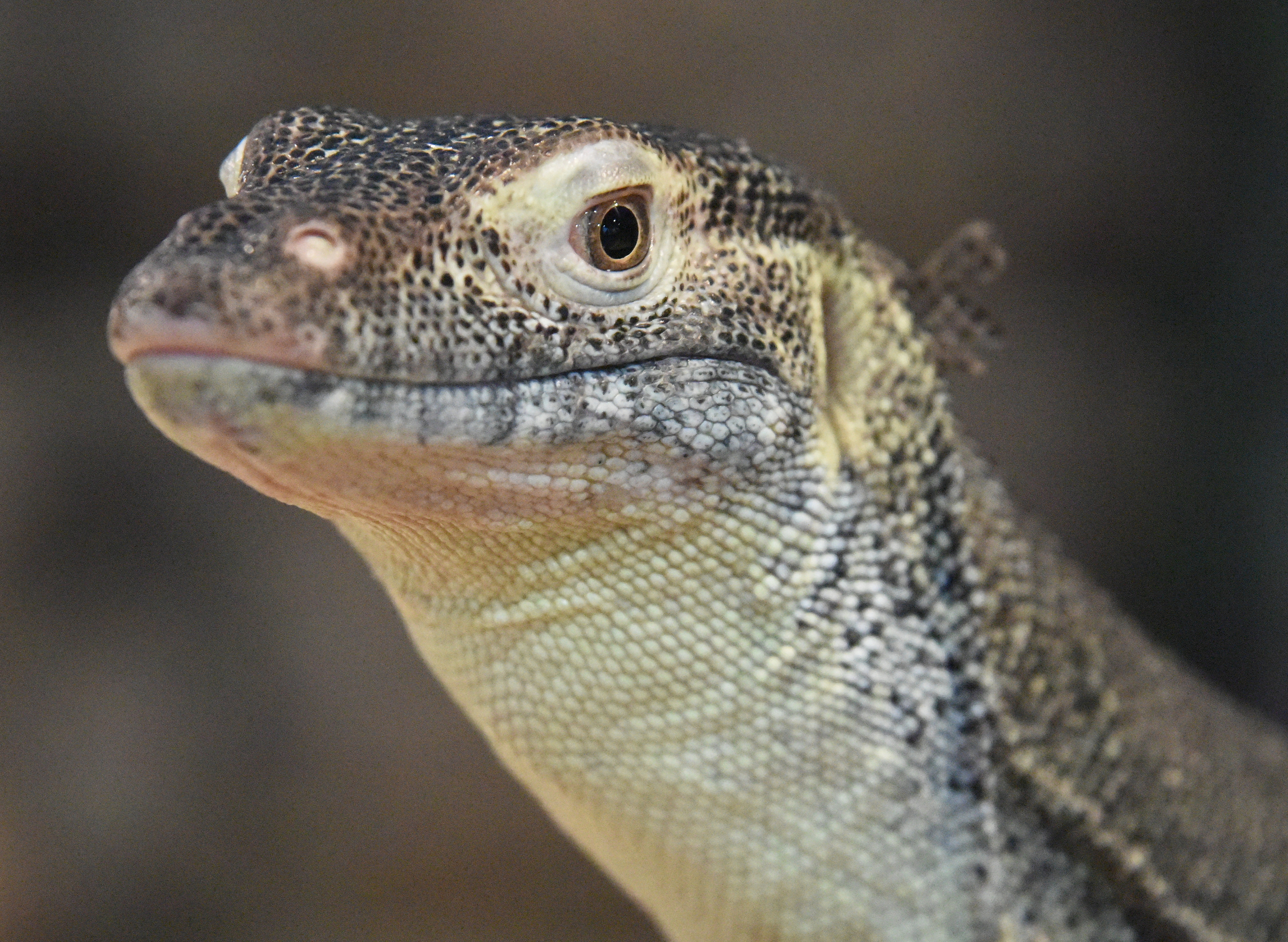
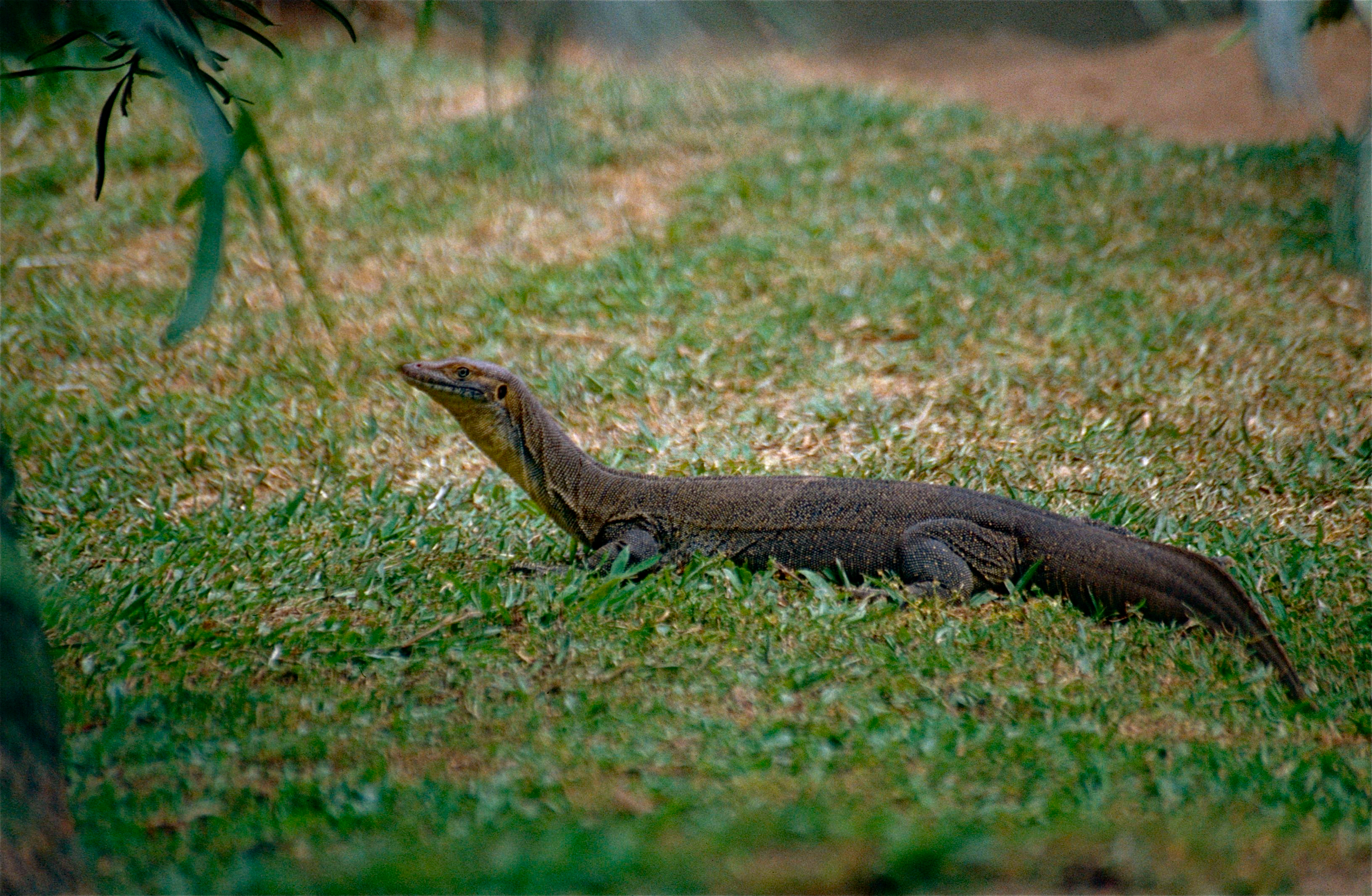
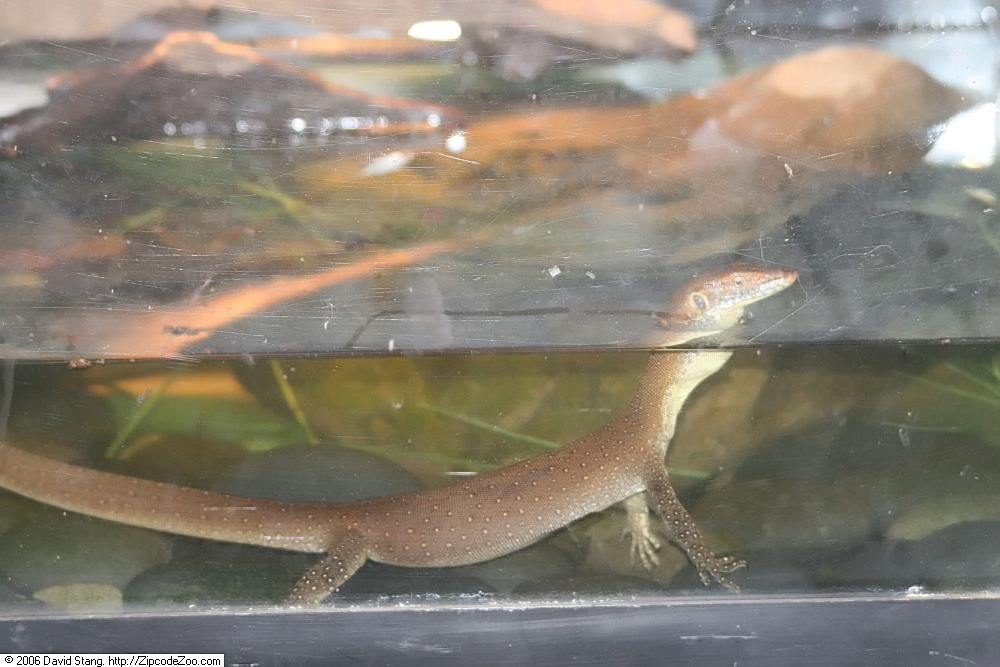